# Maurice Ruah
Maurice Ruah (ur. 19 lutego 1971 w Caracas) – wenezuelski tenisista, reprezentant w Pucharze Davisa.

## Kariera tenisowa
Ruah jako zawodowy tenisista występował w latach 1989–2000, chociaż w późniejszych latach sporadycznie startował w turniejach najniższej rangi, ITF Men's Circuit.
Sukcesy Ruah odnosił głównie w grze podwójnej, wygrywając 1 turniej rangi ATP World Tour i osiągając 1 finał.
W latach 1989–2000 reprezentował Wenezuelę w Pucharze Davisa grając łącznie w 47 meczach, z których w 25 triumfował.
W 1999 roku Ruah wygrał brązowy medal podczas igrzysk panamerykańskich w Winnipeg, wspólnie z Johnnym Romero.
W rankingu gry pojedynczej najwyżej był na 90. miejscu (2 maja 1994), a w klasyfikacji gry podwójnej na 82. pozycji (12 września 1994).

### Finały w turniejach ATP World Tour
| Legenda                                      |
| -------------------------------------------- |
| Wielki Szlem                                 |
| Igrzyska olimpijskie                         |
| Tennis Masters Cup / ATP Finals              |
| ATP Masters Series / ATP Tour Masters 1000   |
| ATP International Series Gold / ATP Tour 500 |
| ATP International Series / ATP Tour 250      |

#### Gra podwójna (1–1)
| Końcowy wynik | Nr | Data             | Turniej | Nawierzchnia | Partner        | Przeciwnicy                 | Wynik finału  |
| ------------- | -- | ---------------- | ------- | ------------ | -------------- | --------------------------- | ------------- |
| Zwycięzca     | 1. | 8 listopada 1992 | Búzios  | Twarda       | Mario Tabares  | Mark Keil Tom Mercer        | 7:6, 6:7, 6:4 |
| Finalista     | 1. | 2 listopada 1997 | Bogota  | Ceglana      | Karim al-Alami | Luis Lobo Fernando Meligeni | 1:6, 3:6      |